# Guarapo (película)
Guarapo es una película de cine rodada en las islas de Tenerife y La Gomera (Canarias) durante el año 1988 y estrenada el 19 de mayo de 1989.   

## Descripción
Es la primera de la trilogía de los hermanos Ríos, reflejo de un cine de carácter nacional interesado en mostrar parte de la historia contemporánea del pueblo canario.
La película está ambientada en la isla de La Gomera, durante el periodo de posguerra que sobrevino tras la guerra civil española (1936-1939). Su argumento gira en torno al caciquismo, la represión franquista y la emigración ilegal de canarios hacia tierras americanas, Venezuela en este caso.

## Trama
Benito (Luis Suárez, actor canario), apodado como Guarapo, es un jornalero joven sin tierra, que sueña con emigrar a América para labrarse un futuro mejor. La película muestra la vida en la isla por aquel entonces cuando el silbo tenía una fuerte presencia en la sociedad gomera, siendo una herramienta indispensable para la comunicación insular dada la abrupta geografía de la isla.

## Premios y menciones especiales
- 1988 Mención Especial del Jurado en el Festival de Cine Iberoamericano de Huelva.

- 1989 Nominada a la mejor dirección Novel en los Premios Goya de 1989.[3]